# Aarne-Thompson
Il sistema di classificazione (o metodo analitico) Aarne-Thompson è un metodo di classificazione di fiabe e racconti del folklore sviluppato inizialmente da Antti Amatus Aarne. Il sistema si basa su un "indice dei tipi", ovvero su un catalogo numerato dei "motivi" ricorrenti nelle fiabe. In questo modo, ogni fiaba può essere descritta attraverso una serie di numeri che corrispondono ai diversi temi che vi si trovano.
Il sistema di Aarne fu pubblicato per la prima volta nel 1910, e in seguito sviluppato ed esteso dal folklorista statunitense Stith Thompson, a cui si deve il monumentale testo Motif-Index, che raccoglie circa 2500 trame standard, sulle quali si basa un numero molto maggiore di storie tradizionali europee e del Vicino Oriente (e moltissime altre create in altri luoghi ispirandosi alle prime). Una versione estesa del catalogo fu pubblicata nel 1961 e viene generalmente chiamata  sistema numerico AT (o sistema  AaTh). Un ulteriore arricchimento del catalogo si deve a Hans-Jörg Uther, che nel 2004 ha proposto il sistema  Aarne-Thompson-Uther o  ATU).
Il sistema Aarne-Thompson e i suoi derivati furono criticati da Vladimir Propp, esponente della scuola del formalismo russo; secondo Propp, il fatto di enfatizzare gli elementi della trama, tralasciando la  funzione svolta da tali elementi, rappresenta una distorsione ingiustificabile. Inoltre, le storie vengono esaminate solo a un alto livello di astrazione, cosicché fiabe con molti elementi comuni, ma differenze a livello della trama generale, vengono ad appartenere a classi distinte.

## Metodo di classificazione
Il sistema AT associa ad ogni fiaba, o a ogni episodio di una fiaba, un "tipo di storia" identificato da un numero. La numerazione si basa sul seguente schema generale:
- Storie di animali (tipi 1-299)
- Storie ordinarie (tipi 300-1199)
  - Storie di magia
  - Storie religiose
  - Storie eziologiche
  - Storie romantiche
  - Storie dell'orco stupido
- Facezie e aneddoti (tipi 1200-1999)
  - Storie su stupidi
  - Storie su coppie di coniugi
  - Storie su donne (ragazze)
  - Storie su un uomo (ragazzo) in gamba/stupido fortunato/sfortunato
  - Storie su chierici e ordini religiosi
  - Storie di menzogne
- Storie basate su una formula (tipi 2000-2399)
  - Storie cumulative
  - Storie di cattura
- Storie non classificate (Narrationes Lubricae) (tipi 2400-2499)

A una storia possono essere associati più numeri nel caso la si possa considerare come una variante di più tipi fondamentali, o possieda elementi di diversi tipi. Per esempio, Cenerentola (nella versione di Charles Perrault) comprende i seguenti motivi: S31, matrigna crudele; F311, fata madrina; D813, oggetto magico ricevuto dalla fata; D1050, abiti ottenuti per magia; F861.4.3, zucca trasformata in carrozza; D411.6.1, trasformazione di topo in cavallo; N711.6, il principe vede l'eroina al ballo e si innamora; C761.3, tabù: fermarsi al ballo troppo a lungo; H36.1, identificazione ottenuta misurando una scarpa; F823.2, scarpetta di vetro; L162, eroina di ceto inferiore sposa il principe.

## Sistema di classificazione
Il  sistema di Classificazione Aarne–Thompson è un'opera divisa in più volumi, elencante i motivi ricorrenti nel folklore. Gli studiosi di folklore possono così organizzare, classificare e analizzare il materiale da loro raccolto.
Una prima stesura si deve ad Antti Aarne (1867–1925) sotto la pubblicazione di Verzeichnis der Märchentypen nel 1910. Stith Thompson (1885–1976) successivamente tradusse e ampliò il lavoro, prima nel 1928 e successivamente nel 1961 (Dundes, 1997, p. 195).